# Успехи химии
Успехи химии — советский и российский научный журнал, публикующий обзорные статьи по актуальным проблемам химии и смежных наук.
Основан в 1932 году Б. М. Беркенгеймом, который стал первым редактором журнала. Учредители журнала — Российская академия наук и Институт органической химии им. Н. Д. Зелинского РАН. Англоязычная версия журнала издаётся под названием «Russian Chemical Reviews» совместно с Turpion Ltd и Institute of Physics Publishing (Великобритания). Главный редактор — академик М. П. Егоров.
Главными редакторами журнала в разные годы были академики В. В. Коршак, Н. М. Эмануэль (1972—1984), В. А. Коптюг (1985—1995), О. М. Нефёдов (1995—2017).
«Успехи химии», наряду с «Успехами физических наук», имеет самый высокий импакт-фактор среди российских научных журналов (7,7 по данным ISI за 2022 год). В рейтинге группы SCImago, основанном на данных Scopus, в 2015 году занимает среди химических журналов 184-е место (из 858).